# Orstomaleyrodes fimbriae
Orstomaleyrodes fimbriae es un hemíptero de la familia Aleyrodidae, con una subfamilia: Aleyrodinae.
Orstomaleyrodes fimbriae fue descrita científicamente por primera vez por Mound en 1965.